# Čučići
Čučići is een plaats in de gemeente Krašić in de Kroatische provincie Zagreb. De plaats telde 2 inwoners in het census van 2001. Sinds het census van 2011 is het dorp zo goed als verlaten. De plaats heeft dus momenteel geen inwoners.